# 苏服办
苏服办，原名江苏政务服务，是江苏省的网上政务服务软件，现支持iOS系统以及Android系统。

## 发展历程
- 2017年，江苏政务服务APP上线，提供领取苏康码、领取电子结婚证、提取公积金、查询中高考成绩等服务。
- 2020年5月20日，江苏政务服务APP新版上线。[2]
- 2022年5月1日，江苏政务服务APP正式上线养犬登记业务[3]